# Cyananthus hookeri
Cyananthus hookeri är en klockväxtart som beskrevs av Charles Baron Clarke. Cyananthus hookeri ingår i släktet Cyananthus, och familjen klockväxter. Inga underarter finns listade i Catalogue of Life.